# Senhor Barriga
Senhor Barriga ou Seu Barriga, (Zenón Barriga y Pesado no original) é um personagem do seriado Chaves, interpretado por Édgar Vivar.

## Personalidade
É o proprietário da vila onde moram os principais personagens do seriado, como Dona Florinda, Dona Clotilde e Seu Madruga. Sempre que chega a vila, é recebido com uma pancada, aplicada na maioria das vezes por Chaves.
Por ser gordo, é motivo de gozação para várias crianças da vila. É o pai de Nhonho, interpretado também por Édgar Vivar. Apesar de frequentemente estar de mau humor, é um homem de bom coração. Porém, frequentemente tem problemas com Seu Madruga, que deve-lhe 14 meses de aluguéis atrasados, ao contrário de Dona Florinda e Dona Clotilde (que cumprem o pagamento em dia). Em um episódio, chegou a cumprir uma ameaça de despejar Seu Madruga da vila, porém, se compadeceu e o deixou ficar. Também tem problemas com Dona Neves, bisavó de Chiquinha, que "herdou" os 14 meses de aluguel de Seu Madruga, quando este saiu para "viajar pelo mundo".

## Bordões
- "Tinha que ser o Chaves (mesmo/de novo)!!" (quando Chaves o dá uma pancada quando ele chega à vila).[6]
- "Pague o aluguel!" (dito para Seu Madruga).[6]
- "Toda vez que eu chego na vila sou recebido com uma pancada".
- "Basta!".
- "É melhor eu ir embora porque pode ser contagioso".
- "Não tem dinheiro para pagar o aluguel, mas tem dinheiro para...".
- "Você não sabe que só os idiotas respondem uma pergunta com outra pergunta?".
- "Até que a morte os separe..." (dito para o Professor Girafales)
- "Se você não pagar o aluguel Seu Madruga, você vai embora da vila para sempre para nunca mais voltar ou  para nunca mais botar os pés aqui de novo!" (Quando Seu Madruga está fugindo do aluguel)